# Soboški prelaz
Soboški prelaz (nem. Koglereck) je alpski gorski prelaz na pobočju Golice (Koralpe) med Avstrijsko Koroško in Avstrijsko Štajersko na cesti med Labotom in Soboto, severno od slovensko-avstrijske meje na nadmorski višini 1347 m. Ob cesti nekoliko pod prelazom na štajerski strani leži umetno (akumulacijsko) Jezero Sobote, skozi katerega teče Mučka Bistrica.